# Isachne himalaica
Isachne himalaica är en gräsart som beskrevs av Joseph Dalton Hooker. Isachne himalaica ingår i släktet Isachne och familjen gräs. Inga underarter finns listade i Catalogue of Life.